# Municipio de Mount Pleasant (Dakota del Sur)
El municipio de Mount Pleasant (en inglés: Mount Pleasant Township) es un municipio ubicado en el condado de Clark en el estado estadounidense de Dakota del Sur. En el año 2010 tenía una población de 270 habitantes y una densidad poblacional de 2,91 personas por km².

## Geografía
El municipio de Mount Pleasant se encuentra ubicado en las coordenadas 44°56′6″N 97°40′39″O / 44.93500, -97.67750. Según la Oficina del Censo de los Estados Unidos, el municipio tiene una superficie total de 92.92 km², de la cual 92,92 km² corresponden a tierra firme y (0 %) 0 km² es agua.

## Demografía
Según el censo de 2010, había 270 personas residiendo en el municipio de Mount Pleasant. La densidad de población era de 2,91 hab./km². De los 270 habitantes, el municipio de Mount Pleasant estaba compuesto por el 99,63 % blancos, el 0,37 % eran de otras razas. Del total de la población el 0,74 % eran hispanos o latinos de cualquier raza.